# 阪神土建労働組合
阪神土建労働組合（はんしんどけんろうどうくみあい、略称：阪神土建（はんしんどけん））は、兵庫県下に住んでいる、または勤めている建設事業主・職人・一人親方のための労働組合である。

## 概要
- 名称：阪神土建労働組合
- 本部：兵庫県西宮市津門仁辺町4番28号
- 組合員数：約9,100人
- 兵庫県建設国保組合支所
- 労災保険（一人親方労災・事業主労災）の取り扱い（労働保険事務組合）
- 建設業退職金共済制度の取り扱い
- 建設業許可申請のアドバイス

## 歴史
- 1955年6月1日、阪神間の職人・労働者385名の結集により、阪神土建労働組合が設立。
- 1965年、念願の組合事務所が完成。活動拠点となる。組織人員1,000名突破。
- 1969年、西宮支部から独立し、尼崎支部を結成（組合員約300名）。
- 1972年、阪神土建労働保険事務組合を設立。
- 1978年、第1回住宅デー
- 1984年、西宮支部伊丹分会から独立し、伊丹支部を設立（組合員約200名）。
- 1990年、組織人員5,000名突破。阪神土建労働組合のシンボルマークが決まる。
- 1994年、伊丹支部から分かれ、川西支部を設立。
- 1995年1月15日、阪神・淡路大震災。組合員12名、家族22名亡くなり、全半壊は1,900棟を越す。
- 1996年、組織人員1万名突破。
- 1997年、宝塚支部が阪神支部へ名称変更。新本部会館完成。
- 2004年、阪神支部三田事務所から独立し、三田支部を設立。

## 上部団体
- 全国建設労働組合総連合（全建総連）
- 全建総連関西地方協議会
- （兵庫県建設労働組合連合会）（兵庫県建設国保組合）＜加盟組合＞（阪神土建労働組合）（甲南土木建築労働組合）（神戸土木建築労働組合）（兵庫県土建一般労働組合）（東播建設労働組合）